# Phare de Mulantou
Le phare de Mulantou (en chinois : 木栏头灯塔) est un phare situé à Wenchang, au Nord-Est de l'île de Hainan en République populaire de Chine. C'est le plus grand phare du pays et le cinquième plus grand phare au monde.